# Jan Claudius de Cock
Jan Claudius de Cock (Bruselas, bautizado el 2 de junio de 1667 – Amberes, 1735) fue un escultor, tallista, dibujante y escritor flamenco. Creó esculturas tanto religiosas como profanas, y desde piezas a escala hasta obras monumentales. Ejecutó muchos encargos en las Provincias Unidas de los Países Bajos. Trabajó en la decoración del patio del Castillo de Breda para Guillermo III, rey de Inglaterra, Escocia e Irlanda y estatúder de los Países Bajos. Se le atribuye el haber introducido el neoclasicismo en la escultura flamenca. Era un fecundo dibujante y creó bocetos para grabados de impresores amberinos. Como escritor, compuso un poema sobre el incendio de 1718 en la iglesia de San Carlos Borromeo de Amberes, así como un libro de enseñanza del arte de la escultura.

## Biografía
Era hijo del escultor Claudius de Cock y Magdalena van Havré. En el año gremial 1682-1683 se inscribió en la Guilda de San Lucas de Amberes, como alumno de Pieter Verbrugghen el Viejo. Éste dirigía uno de los principales talleres de escultura amberinos, que suministraba una amplia gama de estatuaria, mobiliario tallado y ornamentos arquitectónicos a iglesias de la ciudad y clientes extranjeros.

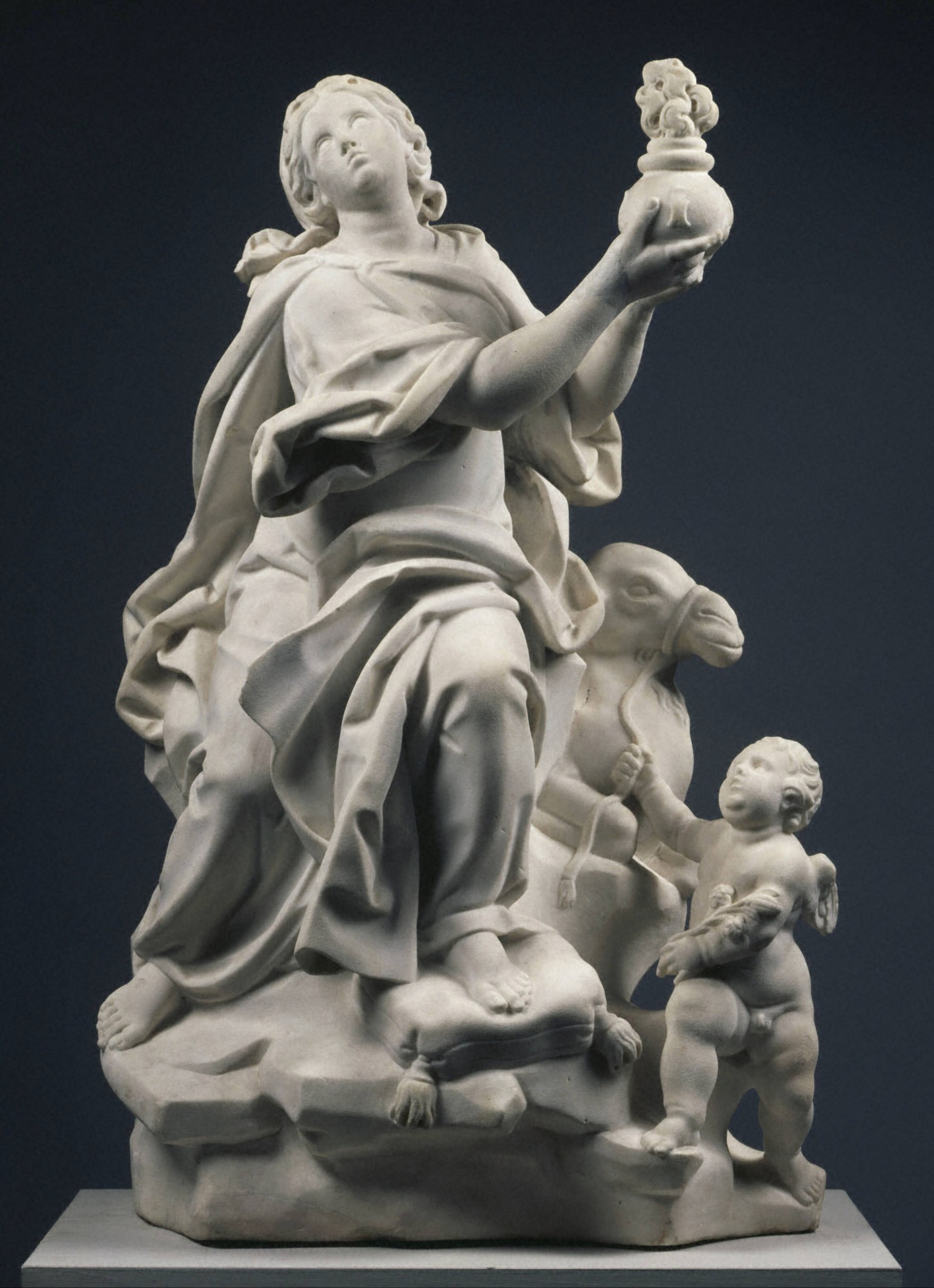
Asia

Lo admitieron como maestro en la Guilda amberina de San Lucas en el año gremial 1688-1689. Aun así, De Cock siguió trabajando algún tiempo en el taller de Pieter Verbrugghen el Joven (c. 1640-1691), hijo de su maestro, el Viejo, y hermano de Hendrik Frans Verbruggen (1654-1724). No fue hasta la muerte del Joven, en 1691, cuando se estableció como escultor independiente.
A partir de 1692 el rey y estatúder Guillermo III le encomendó la ornamentación escultórica del interior y exterior del patio del castillo de Breda, proyecto que estuvo bajo la dirección de Jacob Romans. De Cock decoró una escalera interior con figuras de hojas y animales, creó dos chimeneas, un marco de espejo y una estatua de Marte. Además, en varios recintos se instalaron esculturas de piedra y tallas de madera realizadas por él. Durante su actividad en Breda, recibió alojamiento y espacio de trabajo provisionales en la sede del gobierno local, donde también impartía lecciones de dibujo. Esculpió el techo de "Guillermo y María" e hizo una serie de bustos de los príncipes de Orange, entre ellos Felipe Guillermo de Orange-Nassau y Mauricio de Nassau. Hasta donde se sabe, nada se conserva de su obra en el castillo de Breda.
El 13 de enero de 1693 De Cock se casó con Maria Clara Serlippens, hija de un comerciante. En 1694 nació el primer hijo de la pareja en Breda, y el segundo en 1696. Tuvieron más hijos, de los cuales tres murieron en la niñez. Se dice que De Cock era corto de estatura, y en la semblanza que de él hace el escritor satírico Jacob Campo Weyerman en sus biografías de artistas holandeses y flamencos, lo compara con un enano. Weyerman también sostiene sin fundamento que el matrimonio del escultor era conflictivo. No obstante, en su XXV aniversario de bodas el propio De Cock publicó un panegírico del matrimonio. Mientras trabajaba en la ornamentación del patio del Castillo de Breda, De Cock contó con la ayuda de su cuñado Melchior Serlippens y siete u ocho alumnos.

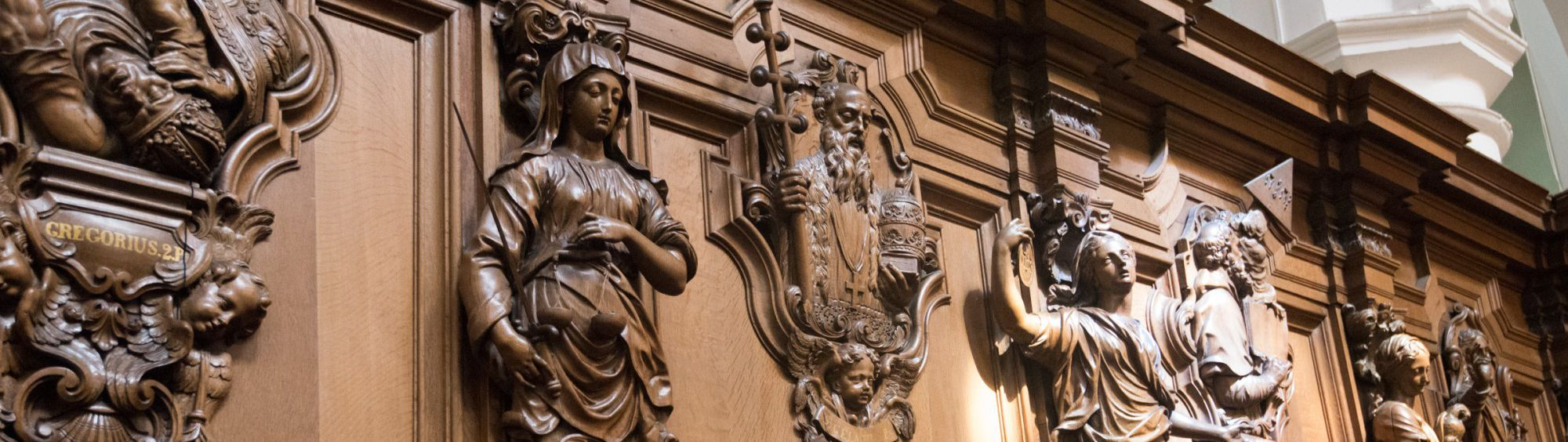
Sillería del coro, Colegiata de San Pedro en Turnhout

Hacia 1697 De Cock regresó a Amberes, donde  residió el resto de su vida. Dirigía un gran taller donde empleaba a muchos ayudantes, y preparó a dieciséis alumnos en escultura y dibujo. Estos últimos también estudiaban modelado para aprender el oficio de plateros.
De Cock tenía un estrecho contacto con los impresores de Amberes, como lo demuestran el busto que hizo de Balthasar III Moretus, director de la Imprenta Plantin, y los dibujos que le suministró para ilustrar libros.
Tras una prolífica carrera, De Cock murió en Amberes a principios de 1735. Es probable que estuviera en quiebra, pues su hija no tardó en viajar a La Haya para vender, con sentimientos encontrados, algunas de sus esculturas y modelos de mármol .

## Obra

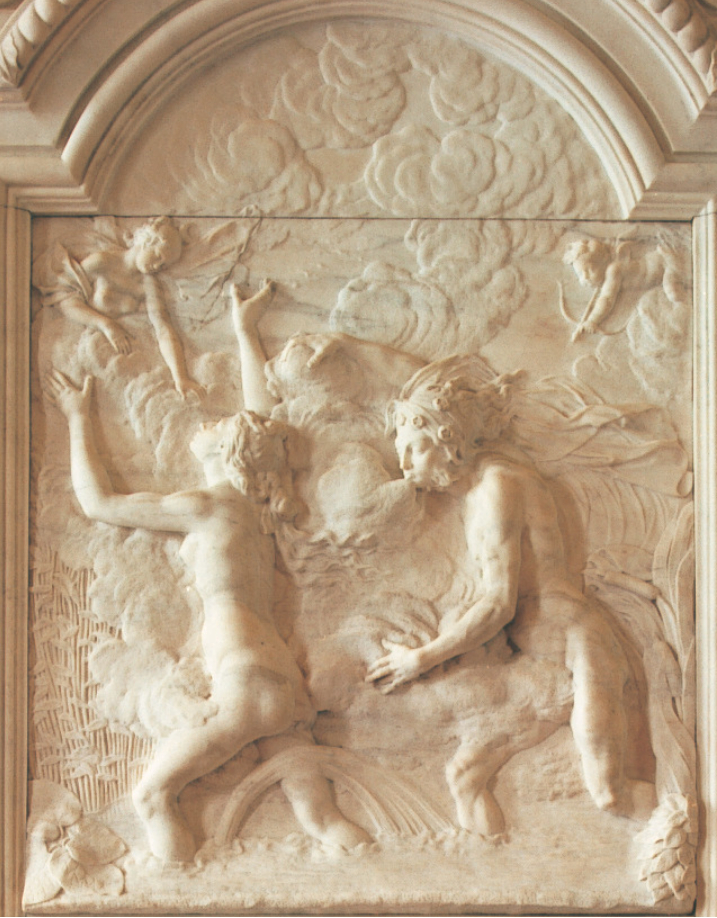
Alfeo y Aretusa

### General
De Cock era un artista fecundo y versátil, que proyectó y esculpió o talló una amplia gama de mobiliario de iglesia, como altares, retablos, sillerías de coro, confesionarios, púlpitos, catafalcos y relicarios, al igual que piezas profanas como estatuas y jarrones de jardín, cunas, relojes de torre y de pared, carrozas y monumentos. Además, produjo esculturas a escala y bustos. Fue un prolífico dibujante y era muy solicitado como maestro de dibujo y escultura. Diseñó los frontispicios e ilustraciones de muchos libros de impresores amberinos. Produjo también algunos grabados por cuenta propia. Aunque Weyermans lo cataloga como pintor, no se conoce ninguna obra pictórica suya. Escribió poemas para diversas ocasiones, y un manual de escultura en verso.

### Escultura
De Cock esculpió, talló, fundió y modeló sus obras en muchos materiales, entre ellos mármol y otras piedras, bronce, madera y terracota. Su estilo muestra la influencia del barroco tardío que predominaba en el taller de su maestro, Verbrugghen el Viejo. También admiraba la escultura de la Antigüedad y la obra de sus conciudadanos François Duquesnoy y Artus Quellinus el Viejo. Esto se refleja en la tendencia de su obra hacia el clasicismo.
Es conocido por sus representaciones alegóricas de niños. Ejemplo de ello son las terracotas El aire y el fuego. El niño de rasgos africanos representa el fuego por la asociación de la raza negra con el calor del sol de África. La otra terracota podría ser una representación alegórica de Europa. Es probable que se hicieran como modelos de taller para obras más grandes de mármol u otras piedras, pero se consideraban obras de arte en sí mismas y eran codiciadas por los coleccionistas de la época. Entre otras representaciones alegóricas de niños se cuentan algunos bustos y estatuas de chicos africanos, como el Niño africano con corona en forma de fortaleza (1704, Rijksmuseum, Ámsterdam), el Busto de un moro joven (mármol 1705-1710) y el Busto de un niño africano (bronce, Museo Walters de Arte). En el mercado de obras de arte se han vendido varios bustos similares atribuidos a De Cock. Es posible que se basaran en modelos humanos, pero también tenían por objeto representar el tipo africano en general. Los niños africanos suelen llevar en el pecho un medallón con un retrato o símbolo probablemente relacionado  con la preferencia personal del patrono para quien se hacía la escultura. Por ejemplo, el medallón del busto del Museo Walters representa un sombrero de cardenal, lo que indica que el modelo quizá fuese paje de un prelado, y que éste encargase la escultura.

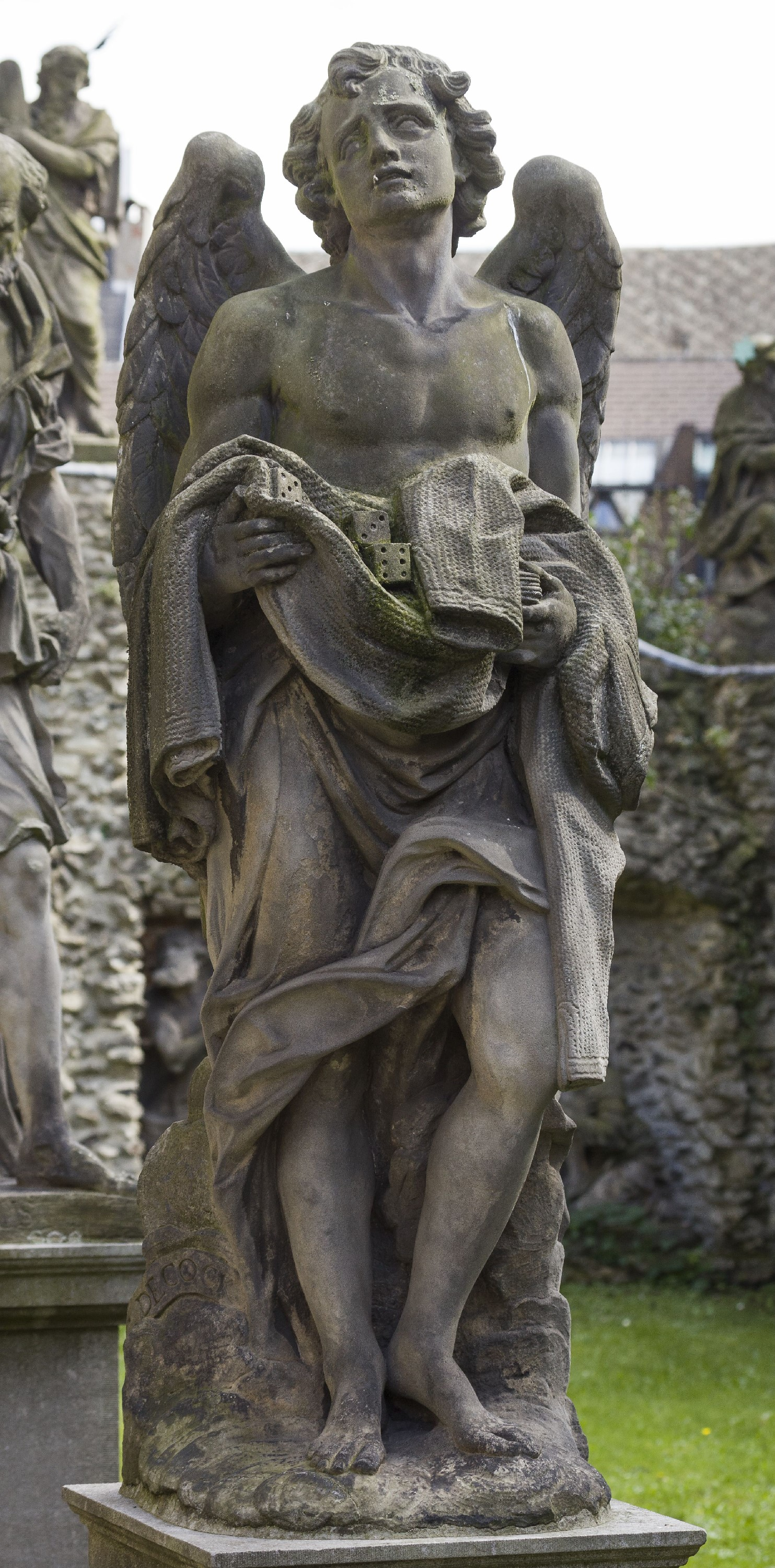
Ángel con la túnica de Cristo y dados, Crucero de la Iglesia de San Pablo, Amberes

De Cock también hizo una serie de cuatro grupos esculturóricos que representan los cuatro continentes (Museo de Arte de la Universidad de Princeton). En otro tiempo el conjunto formó parte de la colección del estadista norteamericano Elias Boudinot IV (1740-1821). Los continentes están personificados por mujeres que muestran los atributos característicos de cada uno y sus pueblos. Europa ostenta un templo con cúpula, la tiara papal, libros, armas y una armadura, cereales, flores y un caballo, que simbolizaban los logros religiosos, culturales y militares del continente, así como sus abundantes recursos, que en la ideología europea de la época se consideraban símbolos del favor del Dios cristiano. Otro grupo escultórico es la Alegoría de la guerra y la paz (Museo Stedelijk de Breda), una figura de terracota posiblemente creada durante las pláticas de paz de la Guerra de sucesión española, celebradas en Geertruidenberg en 1710. Un ejemplo de la obra que hizo para los príncipes de Orange en las Provincias Unidas de los Países Bajos son los bajorrelieves de escenas mitológicas de Alfeo y Aretusa y Apolo y Dafne, ambos firmados y fechados en 1707. Se encuentran en la casa situada en Korte Vijverberg 3, en La Haya, donde se reúne el gabinete neerlandés. Estas piezas complementarias representan escenas de los amantes mitológicos, narradas en Las metamorfosis de Ovidio.
Muchos de los encargos hechos a De Cock eran de mobiliario y ornamentos de iglesia, y de monumentos funerarios. En 1713 realizó unas cariátides para la sillería del coro del priorato de Corsendonk, en Oud-Turnhout, hoy expuestas parcialmente en la Colegiata de San Pedro en Turnhout. Son el ejemplo más notable de la tendencia clasicista de la obra de De Cock. Incorporó los medallones y las cariátides en el tablero posterior de manera sobria y armoniosa, que mantiene el equilibrio entre la arquitectura y la talla. Algunas de las elegantes figuras de la sillería son de estilo barroco tardío, mientras que otras son de un clasicismo sobrio.
De Cock fue uno de los artistas que colaboraron en la creación de un grupo escultórico llamado Crucero en el exterior de la Iglesia de San Pablo en Amberes. Su diseño general data de 1697. En 1734 se terminó la construcción del Crucero, pero siguieron agregándose estatuas hasta 1747. Construido sobre el atrio, tiene pendiente hacia la nave sur de la iglesia y la Capilla del Santísimo Sacramento. La estructura incluye 63 estatuas de tamaño natural y nueve relieves realizados en estilo popular y teatral. Las estatuas están distribuidas en cuatro grupos: el camino del ángel que asciende al Santo Sepulcro, el jardín de los profetas en el lado izquierdo, el jardín de los evangelistas en el derecho, y el Crucero en sí, compuesto por una roca artificial elevada, dividida en tres terrazas sobre las cuales están colocadas estatuas, con Cristo crucificado en la parte más alta. La mayoría de las estatuas son de piedra blanca, y unas cuantas, de madera. Algunas están fechadas o firmadas. Los principales escultores son De Cock, Michiel van der Voort el Viejo y Alexander van Papenhoven; algunas piezas son de Jan Pieter van Baurscheit el Viejo, Willem Kerricx y su hijo Willem Ignatius Kerricx, y hay también colaboradores anónimos. De las estatuas de De Cock, doce están firmadas y cinco se le atribuyen. Entre las últimas se cuentan varios ángeles que portan símbolos de la Pasión, varias figuras bíblicas, y una María Magdalena penitente.

### Obra gráfica

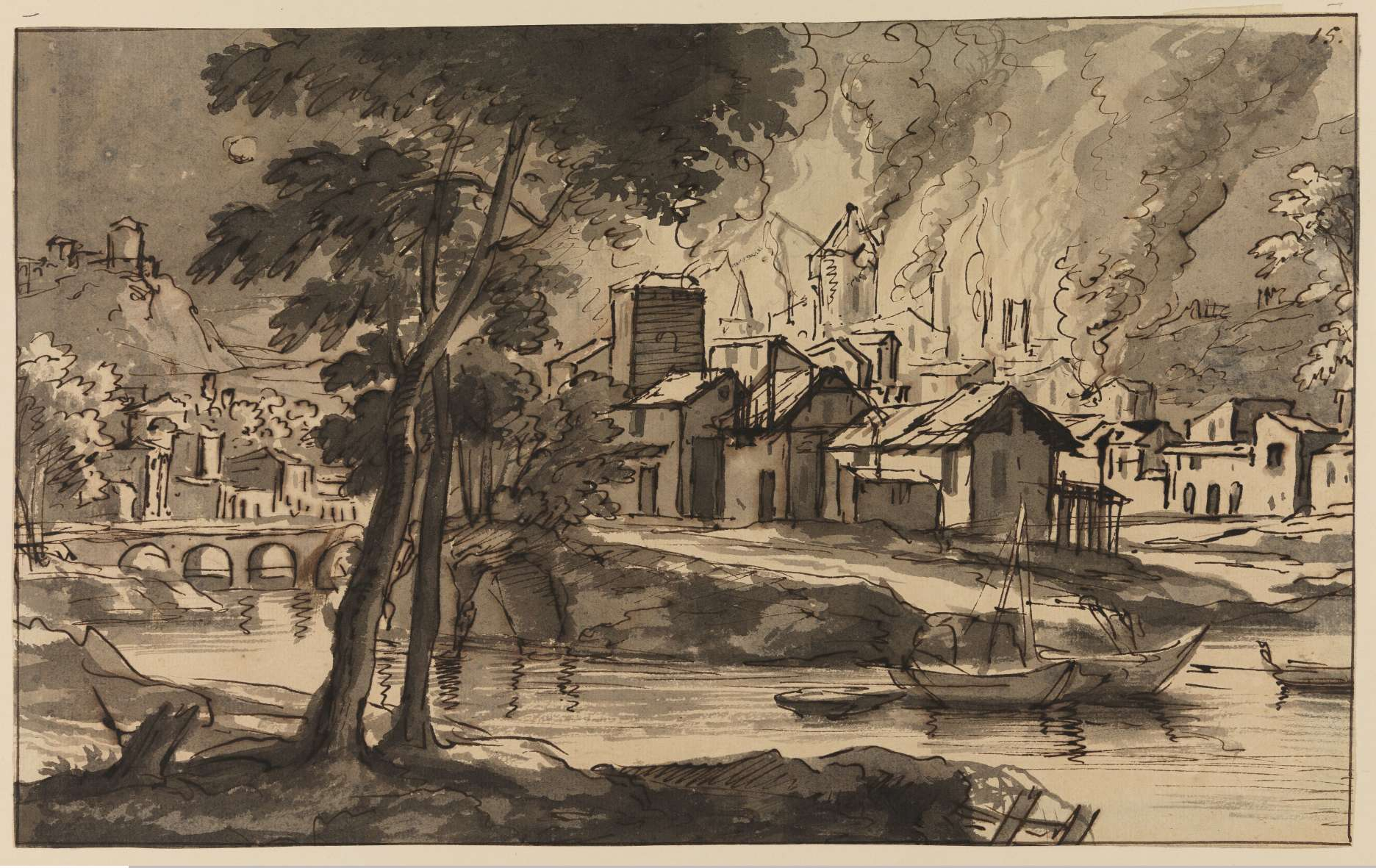
Ciudad en llamas junto a un río

De Cock era un dibujante fecundo que dejó un extenso conjunto de dibujos. Muchos de ellos eran bocetos para sus esculturas u otros objetos, como jarrones para jardines, y cunas; otros, obras de arte en sí mismas, como la Ciudad en llamas junto a un río (Museo Duque Anton Ulrich), y otros más, proyectos para ilustraciones que publicarían los impresores amberinos. Hoy sabemos que cuando menos cinco grabadores convirtieron dibujos de De Cock en grabados: Jan Antoni de Pooter, Petrus Balthasar Bouttats, Hendrik Frans Diamaer, Jan Baptist Jongelinck y Norbert Heylbrouck el Viejo.
Diseñó la portada y 17 ilustraciones para la primera edición del Breviarium Romanum de Balthasar IV Moretus, en 1707. El grabador amberino cortó las placas para la publicación. En 1706 y 1708 creó el diseño para la portada del Syntagma de annulis historico-symbolicum. Authore R. P. Francisco Curtio Augustiniano Brugensi (...) y un retrato del biógrafo de artistas Cornelis de Bie, de 81 años, ambos grabados por Hendrik Frans Diamaer.
Hizo varios grabados de los que se conocen sólo dos: un aguafuerte del Martirio de San Quirino de Neuss y una xilografía en claroscuro de Psique.  Al parecer, aprendió las técnicas de grabado al estudiar el Traité des manières de graver en taille-douce ("Tratado de las maneras de grabar en talla dulce"), de Abraham Bosse (1645), en una traducción al neerlandés publicada en Ámsterdam en 1662 con el título Tractaet en wat manieren men op root koper snijden ofte etzen zal  (…). En la colección de De Cock se halló un ejemplar del libro con su nombre inscrito en  él.

### Escritos
De Cock también escribió tratados sobre arte y poesía. En 1720 escribió uno sobre escultura titulado Eenighe voornaemste en noodighe regels van de beeldhouwerye om metter tydt een goet meester te worden ("Algunas reglas principales y necesarias de escultura para llegar a ser un buen maestro con el tiempo"). Escrito en verso, el manual contiene instrucciones prácticas para los escultores que aspiran a la maestría. En el libro De Cock aprovecha la oportunidad para criticar la formación en la academia de Amberes. Sin embargo, no es seguro si la crítica se debe solo a la calidad de la enseñanza o también obedece a motivos egoístas. Los maestros escultores a menudo dependían de los aprendices para que los ayudaran en los proyectos de sus talleres. Al formarse los nuevos escultores en la academia, se privaba de este importante recurso a los maestros.

## Nota y referencias
1. ↑  Variantes y otras grafías del nombre: Jan Gelauden de Cock, Jan Claudius de Cocq, Jan Claudius de Cocx, Jan Claudius de Kock, Gelaude de Cock, Joannes-Geloude de Kock.
2. ↑  Jan Claudius de Cock (en neerlandés) en el Instituto Neerlandés de Historia del Arte .
3. ↑  Bower, James M.; Getty, Murtha B. (1994). Union List of Artist Names: Aa-Dzw. Cengage Gale. p. 572. ISBN 978-0-8161-0725-4. Consultado el 15 de mayo de 2021.
4. ↑  Jan Claudius de Cock (en neerlandés) en el Instituto Neerlandés de Historia del Arte.
5. 1 2 3 4  Cynthia Lawrence. "Cock, Jan Claudius de." Grove Art Online. Oxford Art Online. Oxford University Press. Web. 9 de mayo de 2021.
6. 1 2  W. Nys, Joannes Claudius de Cock als ontwerper van boekillustraties: een overzicht (en neerlandés), De Gulden Passer 73 (1995), p. 155–186.
7. ↑  Dennis de Kool, Jan Claudius de Cock (1667-1735) en zijn tekeningen van tuinbeelden (en neerlandés), en Cascade: bulletin voor tuinhistorie, Jrg. 23. No. 2 (2014), pp. 13-36.
8. ↑  Nelson-Atkins Museum of Art; Ward, Roger B.; Philbrook Art Center (June 1996). Dürer to Matisse: master drawings from the Nelson-Atkins Museum of Art. Cummer Museum of Art, Hood Museum of Art. p. 125. ISBN 978-0-942614-27-5. Consultado el 15 de mayo de 2021.
9. 1 2  Ph. Rombouts y Th. van Lerius (eds.), De liggeren en andere historische archieven der Antwerpsche sint Lucasgilde vol. 2, Amberes, 1864, pp. 318, 493, 495, 531, 537, 606, 607, 626, 632, 678, 685, 689, 691, 713, 727, 742, 744, 866 (en neerlandés).
10. 1 2  Dennis de Kool, De verloren strijd van Mars. De beeldhouwkunst van Jan Claudius de Cock en Jan Baptist Xavery in Breda (en neerlandés), Jaarboek 'de Oranjeboom' 70 (2017), pp. 161-173.
11. ↑  Harris, John (2007). Moving rooms. Yale University Press. pp. 291-. ISBN 978-0-300-12420-0. Consultado el 2 de julio de 2011.
12. ↑  Jeroen Grosveld, 'De Oorlog' van Jan Claudius de Cock'(en neerlandés) Archivado el 4 de marzo de 2014 en Wayback Machine.
13. ↑  Fernand Donnet, Un oeuvre intime du sculpteur J.C. de Cock, en Annales de l’Académie Royale d’Archéologie de Belgique (en francés), núm. 65 (1913) pp. 249-254.
14. ↑  Jan Claudius de Cock (en neerlandés) en el Instituto Neerlandés de Historia del Arte.
15. 1 2  «Bust of a black boy, Jan-Claudius de Cock». Victoria and Albert Museum. Consultado el 15 de mayo de 2021.
16. ↑  His pupils included: Jan Frans Meskens, Jan Karel van Bueghen and Michiel Hennekin in 1697; Frans Goubau in 1700; Daniel Govaerts in 1701; Guillielmus van Boeck in 1711; Jan Baptist Buys in 1712; Jacobus de Wolf in 1713; Joannes van Hoostenryck in 1714; Francis van Paesschen and Jan Peter de la Porte in 1718; Lowis Bertolis de Laen, Pieter van den Bosch, Christiaen van der Wee and Mertinus Joseph le Gandermes in 1721; Martinus Lauwers in 1725
17. ↑  Wim Nys, Tekenen en boetseren om zilversmid te worden (en neerlandés), 2009.
18. ↑  Black is beautiful: from Rubens to Dumas Exhibition: 26 July - 26 October 2008 en Codart.
19. ↑  Jan Claudius de Cock, Pair of Figures Representing Air and Fire Archivado el 18 de mayo de 2021 en Wayback Machine. en Sotheby's.
20. ↑  Blakely, Allison (1 de marzo de 2001). Blacks in the Dutch World: The Evolution of Racial Imagery in a Modern Society. Indiana University Press. pp. 129-130. ISBN 978-0-253-21433-1. Consultado el 15 de mayo de 2021.
21. ↑  Jan Claudius de Cock, Europe, en el Museo de Arte de la Universidad de Princeton.
22. ↑  Bellum / Oorlog en Vrede (en neerlandés) en Brabants Erfgoed.
23. ↑  «Kunstzalen A. Vecht». TEFAF Maastricht. Archivado desde el original el 3 de octubre de 2011. Consultado el 15 de mayo de 2021.
24. ↑  «Jan Claudius de Cock – Alpheius and Arethusa (1707)». cedargallery.nl. Consultado el 15 de mayo de 2021.
25. ↑  Iris Kockelbergh. "Verbrugghen." Grove Art Online. Oxford Art Online. Oxford University Press. Web. Consultado el 14 de mayo de 2021.
26. ↑  Baisier, Claire; Koninklijk Museum voor Schone Kunsten (Belgium) (2000). 17th and 18th century drawings: The Van Herck collection. King Baudoin Foundation. p. 188. Consultado el 15 de mayo de 2021.
27. ↑  De Inventaris van het Bouwkundig Erfgoed, Sint-Pauluskerk en dominicanenklooster (en neerlandés) (ID: 4648)
28. ↑  Rudi Mannaerts, Saint Paul's, the Antwerp Dominican church, a revelation, Toerismepastoraal Antwerpen.
29. ↑  'The calvary garden: on a pelgrimage ’round the corner’', Toerismepastoraal Antwerpen
30. ↑  Jan Claudius de Cock, Brennende Stadt an einem Fluss (en alemán), en el Kupferstichkabinett, Museo Duque Anton Ulrich.
31. ↑  Cynthia Lawrence. "Cock, Jan Claudius de." Grove Art Online. Oxford Art Online. Oxford University Press. Web. 9 May 2021.
32. ↑  Dennis de Kool, Jan Claudius de Cock (1667-1735) en zijn tekeningen van tuinbeelden, in: Cascade: bulletin voor tuinhistorie, Jrg. 23. no. 2 (2014), pp. 13-36 (en neerlandés).